# 第六天神社
第六天神社（だいろくてんじんしゃ）は、関東地方（旧武蔵国）を中心としてその周辺に存在する神社。なお、神社によっては第六天を「大六天」と表記する場合もある。

## 歴史・特徴
元々は神仏習合の時代に第六天魔王（他化自在天）を祀る神社として創建されたものであるが、明治の神仏分離の際、多くの第六天神社がその社名から神世七代における第六代のオモダル・アヤカシコネ（面足命・惶根命）に祭神を変更した。
『日本民俗学 No.127』によると、『新編武蔵国風土記稿』より320余社、『新編相模国風土記稿』より140余社、『増訂・豆州志稿』より40余社の「第六天神社」を確認できたとあるように江戸時代末までは関東を中心に多く存在したが、前述の神仏分離によって改称あるいは他の神社に合祀や相殿、末社となり、祠のようなものも数えれば現在でも300余社あるものの、宗教法人格を持つような独立神社としては36社しかなく珍しい存在となっている。なお、現在では東京都と千葉県の県境近辺に多く所在しており、神奈川県内において神社庁下の独立神社は2社に留まる（第六社および大六天神社を含めれば5社となる）。また、千葉県香取市の山倉大神は前述の神仏分離まで大六天王（第六天魔王と同一）を祀っており（現在では近距離に所在する真言宗山倉山観福寺に遷座）、大六天王社の総社とされていた。
一方、第六天神社が所在する分布にも大きな特徴があり、東日本において関東の旧武蔵国を中心に旧相模国、旧伊豆国などに存在するが、西日本では皆無となっている。これは神奈川県神社庁の 『かながわの神社ガイドブック』（1997年、かなしん出版）によると、戦国時代の覇者である織田信長が篤く信奉していたとされることから、天下統一の跡を継いだ豊臣秀吉が第六天の神威（しんい）を恐れ、拠点としていた西日本の第六天神社を尽く廃社したためという。なお、信長が信奉し自ら「第六天魔王」と名乗っていたとされるのは、イエズス会宣教師ルイス・フロイスの書簡の中で紹介されている、武田信玄と信長が書状のやり取りをした際の話からきており、それによると「信玄がテンダイノザス・シャモン・シンゲン（天台座主沙門信玄）と署名したのに対して、信長は仏教に反対する悪魔の王、ドイロクテンノ・マオウ・ノブナガ（第六天魔王信長）と署名して返した」とされるが、実際に自ら名乗っていたという文献などは他に存在しない。
この他、祭神については前述の第六天魔王から神世七代第六代の神に変更されたケース以外に、東京都墨田区押上や葛飾区西亀有の高木神社（旧称：第六天社）のように高木の神（タカミムスビ：日本書紀では高皇産霊神、古事記では高御産巣日神）を祭神としている場合や宮城県名取市の第六天神社のようにそもそも第六天魔王とは関係がなく天神を祀っている神社もある。また、さいたま市岩槻区にある武蔵第六天神社でも御使役の天狗様や社殿に宿る大天狗・烏天狗など天狗と関連付けられている。

## 主な第六天神社
現在でも社名に「第六天」（大六天）の名前が残っている主な神社を以下に記す。鎮座地の分布については関東地方が中心であるが、東北地方や中部地方（甲信越・東海地方）にも存在している。一方で、長野県および静岡県より以西にはほとんど見られない。
登記上の宗教法人名称としては、「第六天神社」が19社、「第六天社」が4社、「第六天宮」が1社、「第六社」が2社、「大六天神社」が5社、「大六天社」が3社、「魔王天神社」が2社の計36社が存在する。地名などを冠して社名に含む神社は存在しない。例えば、「武蔵第六天神社」「第六天榊神社」の正式な社名はそれぞれ「第六天神社」「榊神社」である。宗教法人格が存在するものについては以下に ☆ をつけて表す。

### 東北地方
宮城県
- 大六天神社（遠田郡美里町二郷千代窪二号）

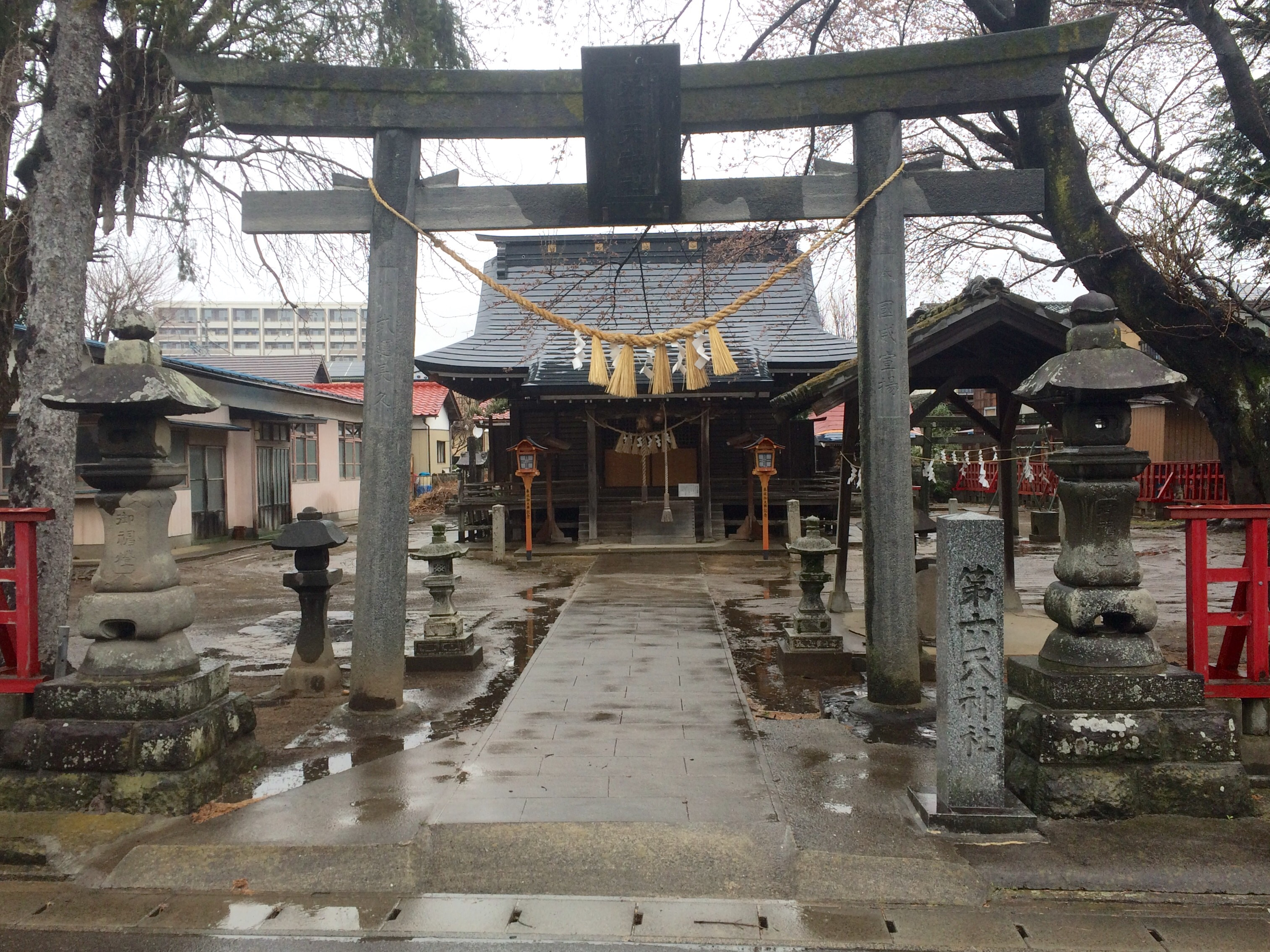
第六天神社（宮城県名取市）

- 第六天神社（名取市増田） ☆ - 旧・増田村において七天神（神代七代の神々として7つの塚）が奉斎された折、第六天神の「馬塚明神」（現主祭神は面足命・惶根命）を当地に祀ったことに由来するとされる[8][9]。現在でも町内には七天神が残る[13][14]。
- 大六天神社（仙台市青葉区大倉）

福島県
- 大六天麻王神社（郡山市田村町金沢字大六） 通称：「魔王神社」 - 社号標には「大六天麻王神社」と記されているが、鳥居の神額には「魔王神社」とある[注 2][15]。

### 関東地方
群馬県
- 大六天（利根郡みなかみ町藤原）[12]

栃木県
- 第六天神宮（芳賀郡茂木町天子）
- 山倉大六天王神社（真岡市上大沼）

茨城県
・大六天神社（水戸市酒門町）
- 第六天神社（猿島郡五霞町江川） ☆
- 第六天神社（猿島郡五霞町幸主） ☆
- 皇産霊神社（坂東市大崎） 通称：「大六天神社」 ☆
- 大六天神社（つくば市鬼ケ窪）
- 大六天神社（つくばみらい市谷井田）
- 大六天神社（龍ケ崎市羽原町）
- 大六天神社（稲敷郡阿見町大形）
- 大六天神社（潮来市大洲）

埼玉県
- 第六天神社（さいたま市岩槻区大戸） 通称：「武蔵第六天神社」 ☆
- 第六天社（さいたま市岩槻区小溝） 通称：「大六天神社」 ☆
- 第六天神社（さいたま市岩槻区馬込） ☆
- 第六天神社（さいたま市浦和区岸町） ☆
- 第六天社（さいたま市南区鹿手袋） ☆
- 第六天神社（さいたま市見沼区大字東宮下） ☆
- 大六天（所沢市上新井3丁目） ※案内石碑と石柱のみ（旧字名として残る）
- 第六天神社（狭山市鵜ノ木）
- 大六天（飯能市飯能）
- 第六天社（北葛飾郡杉戸町下野） ☆
- 大塚大六天神社（志木市幸町）[16]

千葉県
- 市川市若宮の第六天社第六天社（市川市若宮） ☆

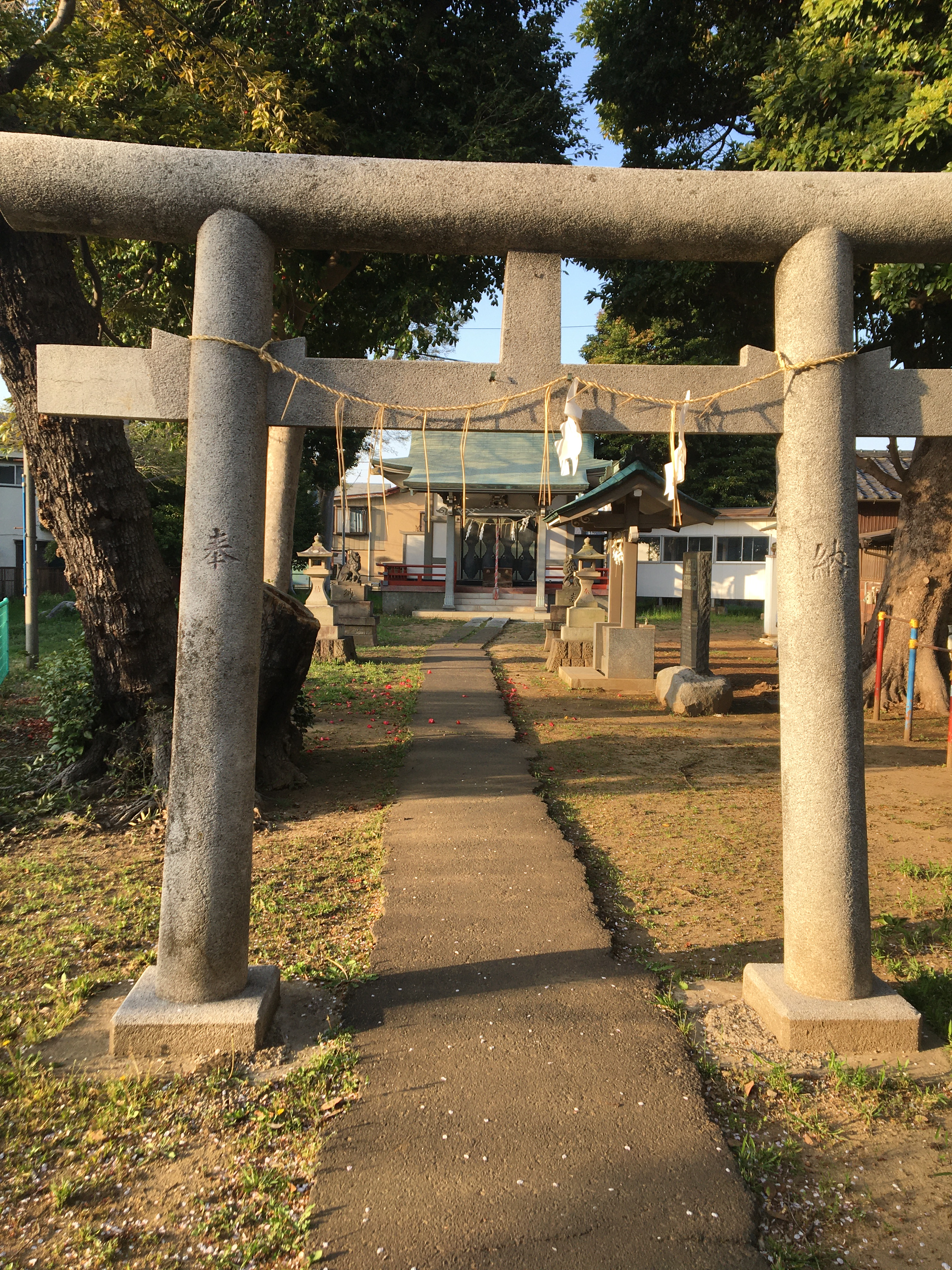
市川市若宮の第六天社

- 第六天神社（千葉市花見川区横戸町/横戸第六天公園内） ☆
- 第六天神社（千葉市中央区浜野町）
- 大六天神社（千葉市若葉区貝塚町） ☆
- 大六天神社（千葉市若葉区中田町）
- 大六天神社（香取市大崎） ☆
- 大六天神社（袖ケ浦市大曽根） ☆
- 大六天尊（船橋市夏見）
- 大六天王宮（船橋市楠が山町）
- 大六天王神社（富津市大堀）

東京都

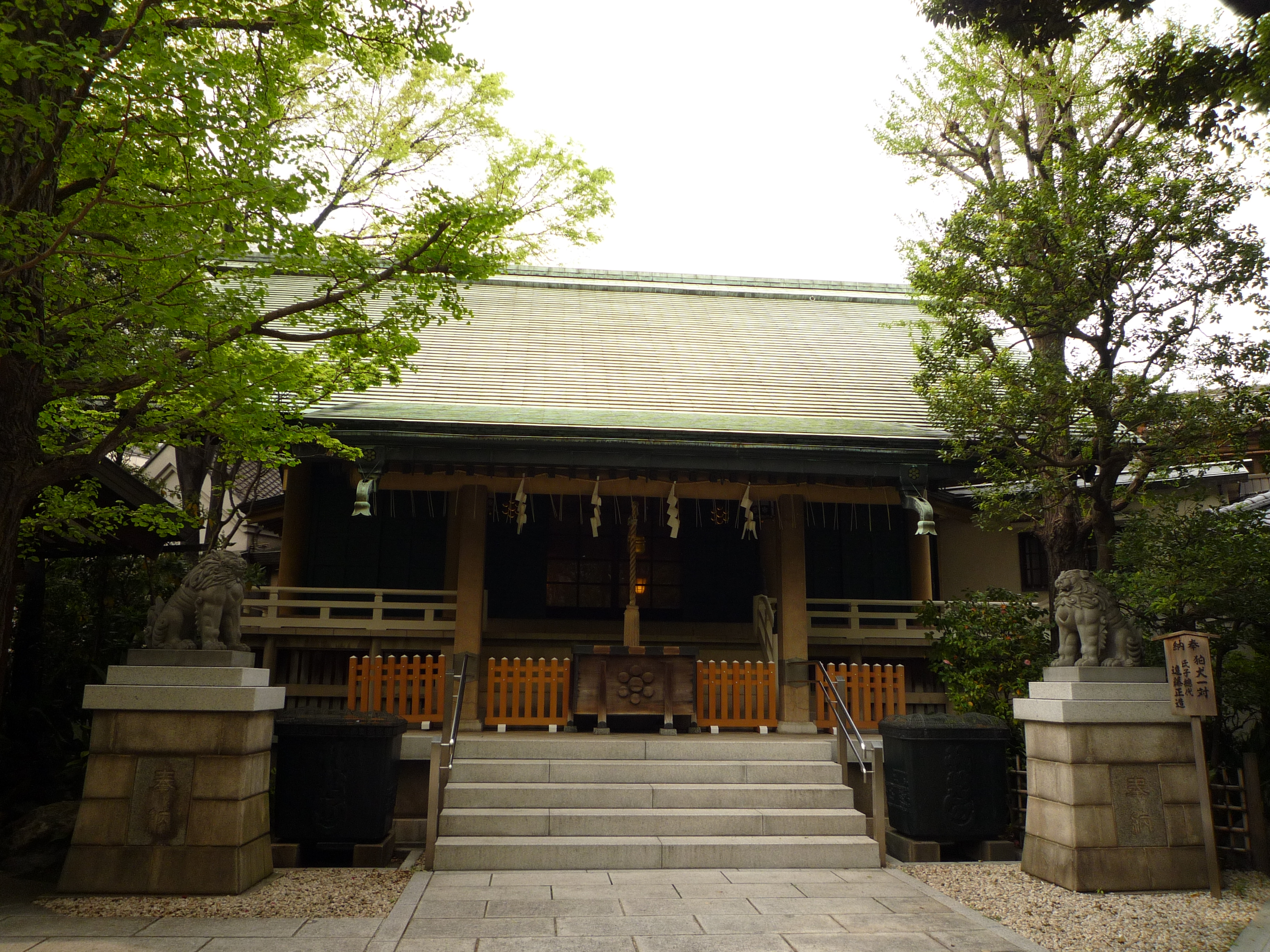
第六天榊神社（東京都台東区）

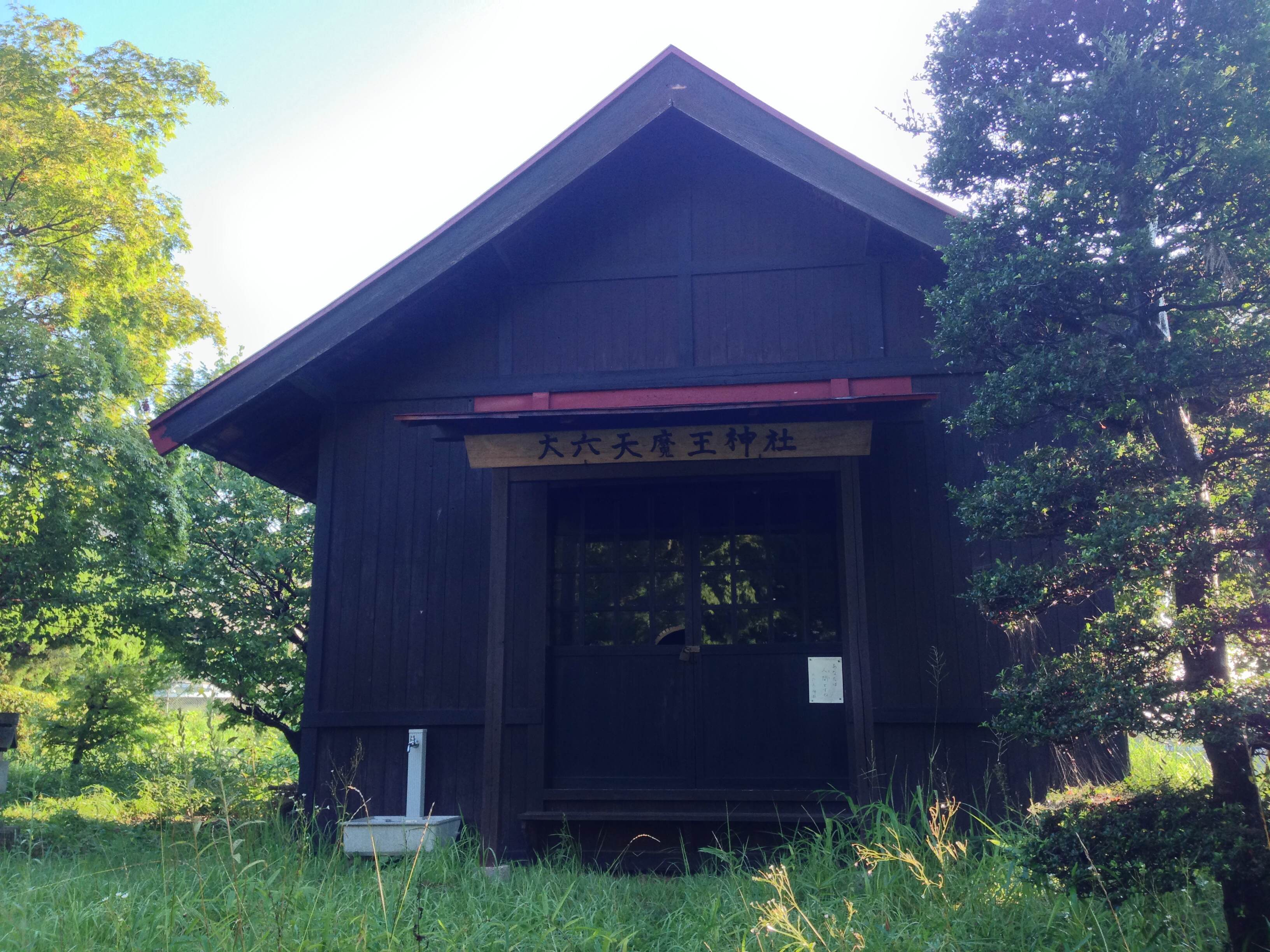
大六天魔王神社（東京都八王子市）

- 榊神社（台東区蔵前） 通称：「第六天榊神社」 ☆
- 第六天社（目黒区上目黒）
- 天神社（杉並区高井戸西） 通称：「第六天神社」 ☆
- 第六天神社（中野区東中野）
- 大六天社（世田谷区大蔵）
- 榎大六天神（板橋区本町）
- 大六天根岸神社（大田区大森北）
- 代六天根ヶ原神社（大田区山王）
- 第六天神社（国立市谷保）
- 第六天神社（立川市錦町） ☆
- 大六天神社（八王子市犬目町）
- 大六天魔王神社（八王子市元八王子町）
- 大六天社（町田市相原町） 通称：「大戸大六天社」 ☆ [17]
- 第六天神社（町田市鶴間）

神奈川県

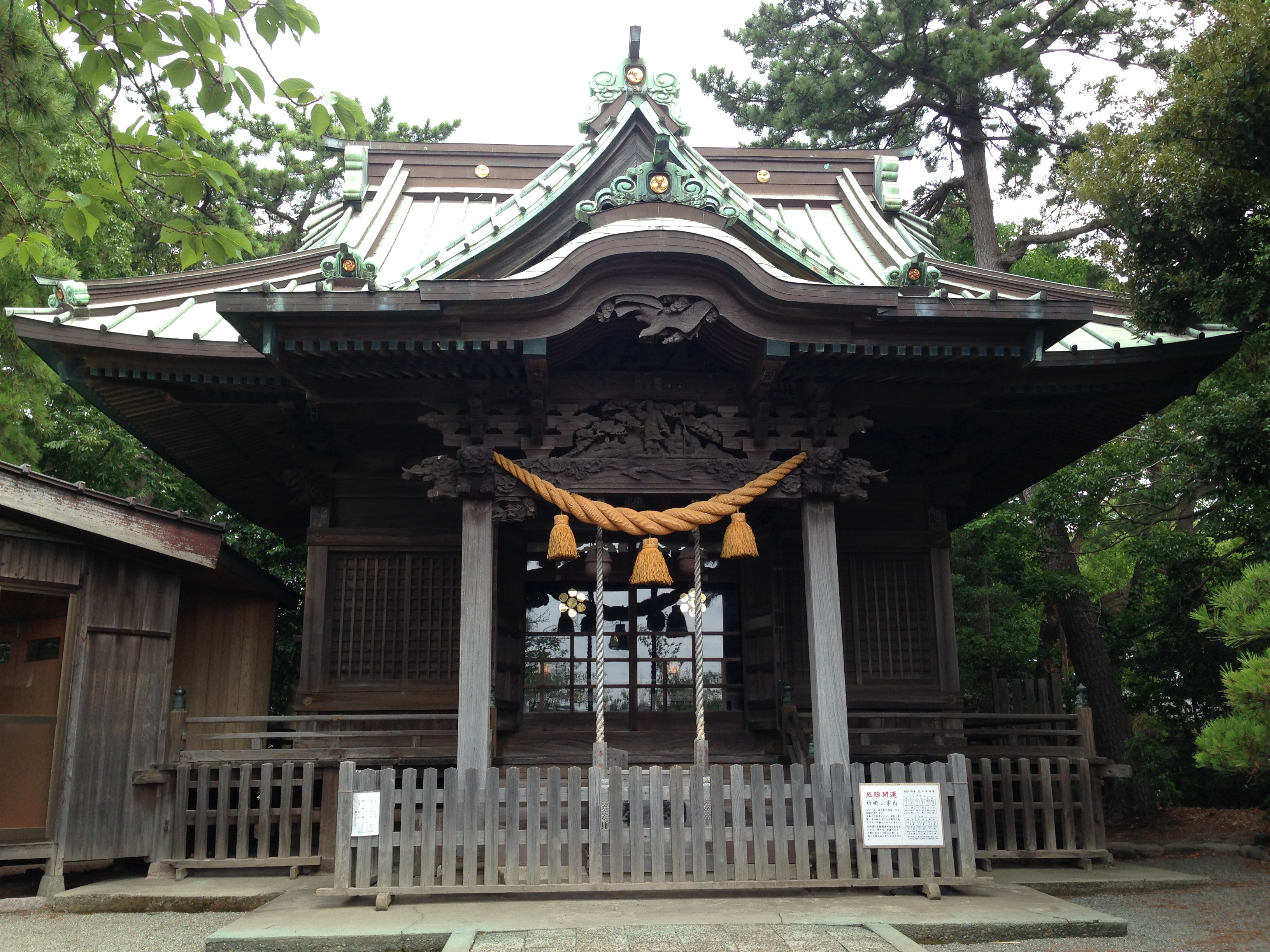
第六天神社（神奈川県茅ヶ崎市）

- 第六天神社（茅ヶ崎市十間坂） 法人名：「宗教法人第六天神社」 ☆
- 第六天神社（横浜市泉区和泉町字鍋屋） 法人名：「宗教法人第六天神社」、通称：「鍋屋第六天神社」 ☆ [18]
- 第六社（横浜市戸塚区上矢部町字坂本） 法人名：「宗教法人第六社」、通称：「坂本第六社」 ☆
- 第六社（横浜市戸塚区上矢部町字番匠谷） 法人名：「宗教法人第六社」、通称：「番匠谷第六社」 ☆
- 第六天稲荷社（横浜市中区大和町）
- 大六天神社（横須賀市坂本町） ☆

### 中部地方
新潟県
- 第六天神社（南魚沼市竹俣） ☆ [12]

長野県
- 平井大六天社（諏訪市中洲）
- 第六天王宮（上伊那郡辰野町辰野）
- 魔王社（岡谷市山手町）
- 大六天社（伊那市美篶） ☆
- 西山神社（伊那市西箕輪字第六天林） 通称：「第六天西山神社」 ☆ - 伊那市の西山神社[19]は通称「第六天」と呼ばれており[20]、「第六天西山神社」とも呼称される[21][22]。

山梨県
- 大六天神社（北都留郡丹波山村高尾） ☆
- 大六天社（韮崎市穂坂町三之蔵） ☆

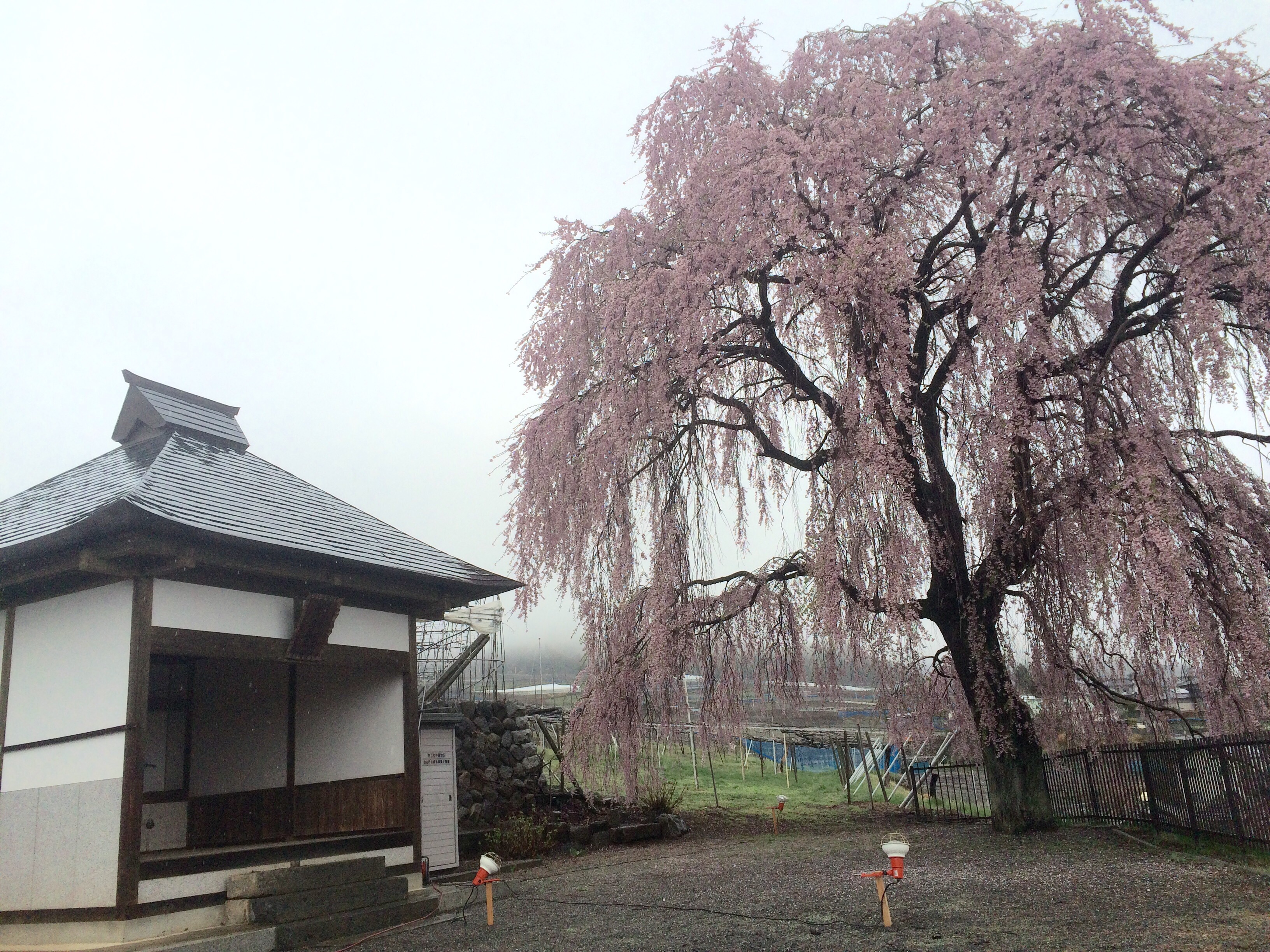
第六天魔王（山梨市の神社）

- 第六天魔王（山梨市牧丘町倉科） - 「第六天魔王」を社号とする神社。境内のシダレザクラが有名で、見頃の時期には夜間ライトアップも実施される[23][24][25]。
- 魔王天神社（西八代郡市川三郷町落居） ☆
- 魔王天神社（南都留郡鳴沢村） ☆

静岡県
- 第六天宮（御殿場市西田中） ☆
- 第六天神社（御殿場市柴怒田字ツイチ） ☆
- 第六天神社（御殿場市神場） ☆
- 第六天神社（沼津市大岡字竹ノ花） ☆
- 第六天神社（伊豆の国市守木字上殿） ☆
- 大六天尊神社（熱海市東海岸町）
- 大六天神社（賀茂郡河津町田中）
- 第六天神社（富士市比奈） ☆
- 大六天神社（富士市沼田新田）
- 第六天神社（富士宮市山本） ☆
- 第六天神社（富士宮市源道寺字芝添） ☆
- 第六天神社（富士宮市弓沢町）
- 第六天神社（静岡市清水区由比阿僧）

## 改称された主な旧第六天神社
改称されている主な旧第六天神社（第六天社・大六天社などを含む）のうち、現在は「第六天」（大六天）と名乗らない神社を以下に記す。なお、以下には過去に「第六天」（大六天）と呼ばれた社を合祀している神社も含む。
千葉県
- 山倉大神（香取市山倉） ☆ - 元総社
- 田間神社（東金市田間） ☆
- 久保神社  (香取市久保)　☆

東京都
- 高木神社（墨田区押上） ☆
- 穏田神社（渋谷区神宮前） ☆
- 恵比寿神社（渋谷区恵比寿西） ☆
- 国領神社（調布市国領町） ☆

神奈川県
- 赤城神社（川崎市高津区）法人名：「宗教法人赤城神社」 ☆